# 矢野大輔 (照明デザイナー)
矢野 大輔（やの だいすけ ）は日本の照明デザイナー。

## 人物
- 大学在学中、ライティングプランナーズアソシエーツ代表取締役の面出薫のゼミで建築照明デザインを学習。
- 卒業後ライティングプランナーズアソシエーツにて数々の国際的大型プロジェクトに参加。
- 住居や商業施設の建築照明デザイン・コンサルティングを行う傍ら、TEDxTokyoなど国際的イベントの照明演出や、ファッションデザイナーYuima Nakazatoのコレクション照明演出も手がける。
- 増上寺を舞台としてプロジェクションマッピングとリアルタイムプログラミング技術を用い、同時に身体表現とのコラボレーションを行うなど、常に新技術を取り入れながら現実空間に光の演出を展開し続けている。

## 略歴
- 1983年（昭和58年） - 東京都に生まれる
- （時期不明）武蔵野美術大学空間演出デザイン学科卒業
- 2006年（平成18年） - ライティング・プランナーズ・アソシエーツ(株)
- 2010年（平成22年） - Tokyo Lighting Design設立
- キャンドルナイト＠表参道代表（2009-2010

### 主な作品
- TEDxTokyo
- 六本木ヒルズウェストウォーククリスマスイルミネーション2017/2018
- 銀座ミキモトクリスマスイルミネーション2017/2018
- 銀座和光中央ウィンドウクリスマスイルミネーション2017
- Night Wave＠逗子海岸
- 渋谷363清水ビル 東急設計コンサルタント設計
- 長谷川体育施設本社ビル 東急設計コンサルタント設計
- Concerto代々木上原久保都島建築設計事務所設計
- 倉木麻衣 Symphonic Live -Opus 3- LED衣装